# Diocesi di Cnido

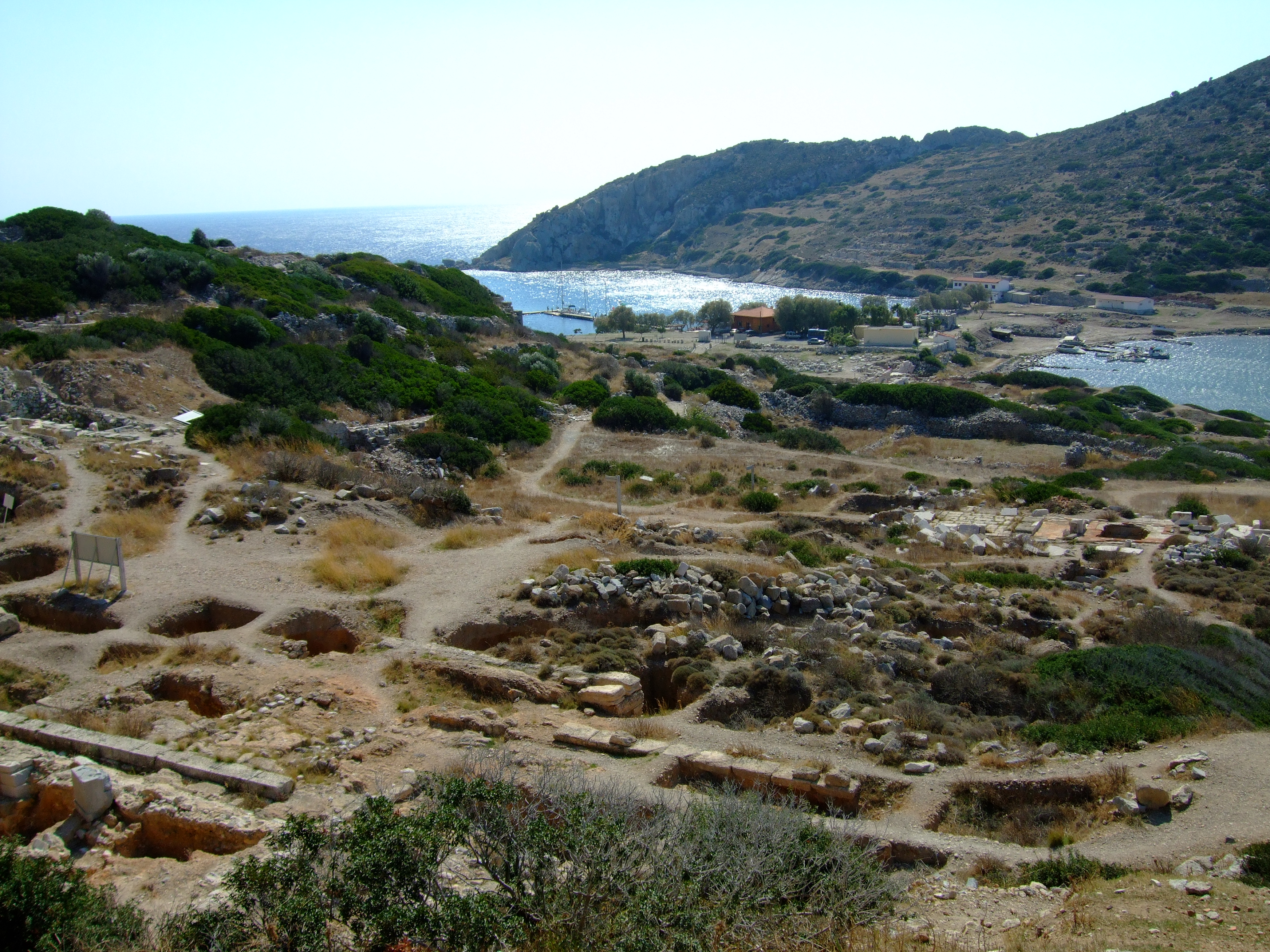
Resti dell'antica città.

La diocesi di Cnido (in latino: Dioecesis Cnidiensis) è una sede soppressa del patriarcato di Costantinopoli e una sede titolare della Chiesa cattolica.

## Storia
Cnido, identificabile con le rovine nel promontorio di Triopio nell'odierna Turchia, è un'antica sede episcopale della provincia romana della Caria nella diocesi civile di Asia. Faceva parte del patriarcato di Costantinopoli ed era suffraganea dell'arcidiocesi di Stauropoli.
Michel Le Quien riporta l'affermazione di Plinio, secondo cui la città era chiamata anche Stadia; questa conclusione è condivisa, oltre che dallo stesso Le Quien, anche da Janin e da Ruggieri. Dei tre vescovi conosciuti di questa sede e riportati dal Le Quien, i primi due sono menzionati dalle fonti come episcopi Cnidi, mentre il terzo, Staurazio è chiamato episcopus Stadiae.
La diocesi, con il solo titolo di Knidos,  è documentata nelle Notitiae Episcopatuum del patriarcato di Costantinopoli fino al XII secolo.
Il primo vescovo conosciuto di questa antica diocesi è Giovanni, che prese parte al concilio di Calcedonia del 451. Segue Evandro, che figura tra i padri del secondo concilio di Costantinopoli nel 553.
Un'epigrafe mutila, scoperta a Cnido e databile a prima del VII secolo, riporta un accenno ad un vescovo di Cnido, di cui non è fatto il nome. Due graffiti con iscrizioni alla Vergine Maria, scoperti nell'isola di Tenos, menzionano il vescovo Timoteo; la sua presenza su un'isola così distante dalla città di Cnido è presumibilmente dovuta ad un pellegrinaggio. La datazione di questi graffiti varia a seconda degli autori: Ruggieri li data al VII o al X secolo, Destephen tra il VI e il VII secolo. Staurazio, vescovo di Stadia, assistette al secondo concilio di Nicea nel 787.
Dal 1933 Cnido è annoverata tra le sedi vescovili titolari della Chiesa cattolica; la sede è vacante dal 29 giugno 1973. Il suo unico titolare è stato Jan Vos, vicario apostolico di Kuching in Malaysia.

## Cronotassi

### Vescovi greci
- Giovanni † (menzionato nel 451)
- Evandro † (menzionato nel 553)
- Anonimo † (prima del VII secolo)
- Staurazio † (menzionato nel 787)
- Timoteo † (VI, VII o X secolo)

### Vescovi titolari
- Jan Vos, M.H.M. † (14 febbraio 1952 - 29 giugno 1973 deceduto)